# Fukomys foxi
Fukomys foxi är en däggdjursart som först beskrevs av Thomas 1911.  Fukomys foxi ingår i släktet Fukomys och familjen mullvadsgnagare. IUCN kategoriserar arten globalt som otillräckligt studerad. Inga underarter finns listade i Catalogue of Life.
Arten är bara känd från några få fynd som gjordes i höglandet i Kamerun och Nigeria. Landskapet bildas av gräsmarker med delvis klippig mark och av trädgrupper längs vattendrag. Individerna gräver tunnelsystem och lever antagligen i kolonier. Exemplar som hölls i fångenskap tog maskar som föda. Utbredningsområdet ligger ungefär 1000 till 1800 meter över havet.
Individer från Nigeria är med en kroppslängd (huvud och bål) av 13,5 till 16 cm samt en svanslängd av cirka 1,5 cm mindre än exemplar från Kamerun. De senare når en kroppslängd av 16 till 19 cm och en svanslängd av 1,5 till 2,5 cm. Hos Fukomys foxi är bakfötterna 2,5 till 3,5 cm långa och yttre öron saknas. Den korta och mjuka pälsen har nästan på hela kroppen en sepiabrun färg. På huvudet kan det finnas några vita fläckar och framtänderna är synliga utför den slutna munnen. Djuret har fem fingrar respektive tår på de nakna händer och fötter. Den korta svansen är täckt av små borstar. Honor har två par spenar på bröstet och ett par vid ljumsken. Arten liknar Fukomys zechi i utseende men Fukomys foxi är allmänt mindre och har smalare framtänder.